# سوستینته
سوستینته (به ایتالیایی: Sustinente) یک کومونه در ایتالیا است که در استان منتووا واقع شده‌است. سوستینته ۲۶٫۳ کیلومتر مربع مساحت و ۲٬۲۳۹ نفر جمعیت دارد.